# 1931년
1931년은 목요일로 시작하는 평년이다.

## 연호
- 대한민국 임시정부(大韓民國 臨時政府) 대한민국(大韓民國) 13년
- 중화민국(中華民國) 민국(民國) 20년
- 일본(日本) 쇼와(昭和) 6년
- 응우옌 왕조(阮朝) 바오다이(保大) 6년

## 기년
- 응우옌 왕조(阮朝) 보대제(保大帝) 6년

## 사건
- 1월 1일 - 염상섭의 장편소설 <삼대>가 <조선일보>에 연재
- 1월 10일 - 조선어연구회가 이름을 조선어학회로 개명
- 1월 3일 - 대구약령시 개시
- 1월 9일 - 신간회 중앙상무집행위원회 개최
- 1월 22일 - 주식회사 '동화약방' 설립
- 2월 - 조봉암 등이 중국혁명호제회 상해한인분회 조직, <혁명의 벗> 간행
- 2월 1일 - 함경남도 정평경찰서에서 공산사상 선동 혐의로 농민 125명 검거
- 3월 1일 - 중국 상하이에서 한국독립당 창립, 안창호, 조소앙 등은 조선혁명당 창립
- 4월 18일 - 대한민국 임시정부가 삼균주의를 건국원칙으로 천명
- 5월 1일 - 뉴욕의 엠파이어 스테이트 빌딩이 완공.
- 5월 15일 - 신간회가 전국대회를 열고 해체를 결의
- 6월 20일 - 미국 허버트 후버 대통령, 독일의 전쟁 배상금과 전쟁 부채에 대한 지급 유예 제의.
- 5월 21일 - 제1회 부읍면 의회의원 선거 실시
- 6월
  - <동아일보>가 브나로드 운동을 전개
  - 제1차 카프 사건 - 박영희, 김기진, 임화, 김남천 등이 종로서에 검거
- 6월 17일 - 조선총독부의 사이토 마코토 총독 사퇴, 우가키 가즈시게가 신임 총독으로 취임
- 6월 26일 - 이광수가 장편소설 <이순신>을 <동아일보>에 연재
- 7월 1일 - 미곡의 수출입을 제한하는 미곡법 실시
- 7월 2일 - 만주 지린성 장춘현 만보산에서 수로공사 문제로 만보산 사건이 발생. 일본 관동군의 모략과 언론 보도에 의해 한국인과 중국인 간에 보복 사태 발생
- 7월 7일 - 경성과 평양의 각 사회단체협의회가 중국인 박해는 조선민족 전체의 의사가 아님을 발표
- 7월 13일 - 독일 다나트 은행 폐업. 독일의 금융 공황.(~ 14일)
- 7월 26일 - <동아일보>사가 독자 헌금으로 현충사 보수공사 착공
- 8월 1일 - 천안시 - 서천군 장항읍 간 철도 개통
- 8월 31일 - 국민부 중앙집행위원장 현익철이 봉천에서 검거
- 9월 18일 - 일본이 봉천 부근에서 남만주 철도를 고의로 폭파하고, 이를 계기로 만주사변을 일으킴
- 10월 9일 - 독일, 제2차 브뤼닝 내각 성립.
- 10월 11일 - 독일 우익계 무장단체들 "하르츠부르크 전선" 결성
- 10월 12일 - 만주독립군 총사령관 김동삼, 하얼빈에서 일본 경찰에게 검거.
- 10월 14일 - <중외일보> 해산, <조선중앙일보>로 재창간
- 10월 24일 - 국제연맹, 일본군의 만주 철병(撤兵) 권고안 가결.
- 11월 1일 - 동아일보, 〈신동아〉 창간.
- 11월 7일 - 장시성 서금에서 중화소비에트공화국 성립. 주석 마오쩌둥
- 11월 11일 - 평양고등보통학교 학생들이 경찰의 학원 간섭에 항의하며 동맹 휴학에 들어감, 이 중 48명은 퇴학, 17명은 무기정학 조치를 받음
- 11월 27일 - 모리스 라벨의 《왼손을 위한 피아노 협주곡》 초연. (오스트리아 빈)
- 12월 3일
  - 스페인 부르봉 왕조 멸망.
  - 중국 상하이에서 상해한인반제동맹 창립대회 개최
- 12월 5일 - 구세주 그리스도 대성당이 폭파 해체됨
- 12월 10일 - 박승빈 등이 조선어학연구회 조직
- 12월 11일
  - 홍진과 지청천 등이 만주의 한인독립단체를 통합해 중국호로군 사령관 딩차오와 연합, 한중항일연합군 조직
  - 독일 정부, 영화 '서부 전선 이상 없다' 상영금지 처분
- 12월 16일 - 독일 좌익계, '철의 전선' 결성(독일 사회민주당, 노조, 노동자 스포츠 연맹, 국기단 참여)
- 12월 20일 - 중화민국, 치외법권 철폐.
- 12월 21일 - 경주에서 무열왕릉비 발견

## 문화
- 3월 15일 - 서울 - 수원 간 버스운행 개시.
- 4월 22일 - 아돌포 수아레스 마드리드 바라하스 공항 개항.
- 7월 1일
  - 금강산 전철 개통.
  - 밴쿠버 국제공항 개항.

## 탄생

### 1월
- 1월 2일 - 일본의 정치가, 총리 대신 가이후 도시키. (~2022년)
- 1월 5일 - 미국의 배우 로버트 듀발.
- 1월 10일 - 말레이시아의 정치인 닉 압둘 아지즈 빈 닉 맛. (~2015년)
- 1월 14일 - 프랑스의 가수 캐터리나 발렌트. (~2024년)
- 1월 16일 - 미국의 배우 엘렌 홀리. (~2023년)
- 1월 17일
  - 미국의 배우 제임스 얼 존스.
  - 미국의 삽화가 겸 그래픽 예술가, 아티스트 밥 길. (~2021년)
- 1월 18일 - 대한민국의 제 11 - 12대 대통령, 군인 전두환. (~2021년)
- 1월 22일 - 소련의 육상 선수 갈리나 지비나. (~2024년)

### 2월
- 2월 1일 - 러시아의 정치인 보리스 옐친. (~2007년)
- 2월 2일 - 네덜란드의 정치인 드리스 판 아흐트. (~2024년)
- 2월 6일 - 필리핀의 추기경 리카르도 비달. (~2017년)
- 2월 8일 - 미국의 배우 제임스 딘. (~1955년)
- 2월 16일 - 일본의 배우 타카쿠라 켄. (~2014년)
- 2월 17일 - 대한민국의 영화감독 김영효. (~2024년)
- 2월 18일 - 미국의 소설가, 교수 토니 모리슨. (~2019년)
- 2월 20일
  - 대한민국의 건축가 김수근. (~1986년)
  - 미국의 수학자, 필즈 메달 수상자 존 밀너.
- 2월 20일 - 미국의 수학자, 필즈 메달 수상자 존 밀너.

### 3월
- 3월 2일 - 옛 소비에트 연방의 전직 정치인 미하일 고르바초프. (~2022년)
- 3월 3일 - 북한의 정치인 강성산. (~2007년)
- 3월 5일 - 대한민국의 기자 정신영. (~1962년)
- 3월 7일 - 일본의 황족 이케다 아쓰코.
- 3월 9일 - 일본의 영화감독 시노다 마사히로. (~2025년)
- 3월 11일
  - 독일의 문학가 야노쉬.
  - 미국의 사업가 루퍼트 머독.
- 3월 15일 - 대한민국의 시인 박근영.
- 3월 18일 - 영국의 영화배우 존 프레이저. (~2020년)
- 3월 19일 - 대한민국의 군인 출신 정치인, 행정가 김운용. (~2017년)
- 3월 26일 - 미국의 배우 레너드 니모이. (~2015년)

### 4월
- 4월 8일 - 북아일랜드의 가수 패디 벨. (~2005년)
- 4월 9일 - 일본의 수학자 히로나카 헤이스케.
- 4월 11일
  - 튀르키예의 레슬링 선수 무스타파 다으스탄르. (~2022년)
  - 일본의 게임음악작곡가 스기야마 고이치. (~2021년)
  - 에스토니아의 배우 이타 에베르. (~2023년)
- 4월 15일 - 대한민국의 교육자, 저술가 원익환. (~2025년)
- 4월 16일 - 대한민국의 법조인 이정우. (~2024년)
- 4월 17일 - 대한민국의 공무원 박진병.
- 4월 19일 - 미국의 컴퓨터 과학자 프레더릭 브룩스. (~2022년)
- 4월 23일 - 미국의 사업가, 자선가 척 피니. (~2023년)
- 4월 27일 - 러시아의 바이올리니스트 이고리 오이스트라흐. (~2021년)
- 4월 28일 - 대한민국의 법학자 최종길. (~1973년)

### 5월
- 5월 6일 - 미국의 야구 선수 윌리 메이스. (~2024년)
- 5월 10일
  - 대한민국의 정치인 김우경. (~2022년)
  - 이탈리아의 영화 감독 에토레 스콜라. (~2016년)
- 5월 19일 - 대한민국의 야구 선수 어우홍.

### 6월
- 6월 3일 - 쿠바의 혁명가, 정치인 라울 카스트로.
- 6월 5일 - 프랑스의 영화감독 자크 데미. (~1990년)
- 6월 9일 - 대한민국의 정치인 정원영. (~2020년)
- 6월 10일 - 브라질의 보사노바 연주가 주앙 지우베르투. (~2019년)
- 6월 12일 - 중화인민공화국의 정치인 야오원위안. (~2005년)
- 6월 16일
  - 대한민국의 군인 출신 정치인 이광노. (~2016년)
  - 미국의 주교 존 셸비 스퐁. (~2021년)
- 6월 20일 - 대한민국의 기업인 이맹희. (~2015년)
- 6월 23일
  - 대한민국의 요리연구가 한정혜. (~2022년)
  - 스웨덴의 정치인 올라 울스텐. (~2018년)
- 6월 26일
  - 대한민국의 역사학자 강덕상. (~2021년)
  - 대한민국의 작가 김경란. (~2023년)
  - 대한민국의 영화감독 이민정. (~1961년)

### 7월
- 7월 2일 - 대한민국의 군인 이인호. (~1966년)
- 7월 10일
  - 미국과 중화민국의 기업인, 엔지니어 모리스 창.
  - 캐나다의 소설가 앨리스 먼로. (~2024년)
- 7월 15일 - 일본의 소설가 후쿠다 유스케.
- 7월 23일
  - 대한민국의 비전향 장기수 김영태. (~2008년)
  - 스웨덴의 영화 감독 얀 트로엘.
- 7월 26일 - 일본의 체조 선수 오노 다카시.

### 8월
- 8월 3일 - 대한민국의 수필가 김병권. (~2023년)
- 8월 5일 - 대한민국의 기업인, 허명회.
- 8월 7일 - 일본의 야구 선수, 야구 감독 후지타 모토시. (~2006년)
- 8월 8일 - 영국의 수학자 로저 펜로즈.
- 8월 9일 - 브라질의 전 축구 선수, 감독 마리우 자갈루.
- 8월 12일 - 미국의 소설가 윌리엄 골드먼. (~2018년)
- 8월 14일 - 대한민국의 전통 무용가 공옥진. (~2012년)
- 8월 15일 - 미국의 화학자, 노벨 화학상 수상자 리처드 F. 헥. (~2015년)
- 8월 16일
  - 일본의 축구 선수 미무라 가쿠이치. (~2022년)
  - 이탈리아의 건축가, 디자이너 알레산드로 멘디니. (~2019년)
- 8월 18일 - 대한민국의 무용가 및 무속인 김금화. (~2019년)
- 8월 22일 - 대한민국의 정치인 조세형. (~2009년)
- 8월 26일 - 대한민국의 국어학자 김완진. (~2023년)

### 9월
- 9월 1일 - 대한민국의 정치학자 겸 교육인, 이승만 대통령의 양아들 이인수. (~2023년)
- 9월 2일 - 대한민국의 정치인 이필우. (~2019년)
- 9월 4일 - 미국의 배우 미치 게이너. (~2024년)
- 9월 10일
  - 미국의 영화배우 필립 베이커 홀. (~2022년)
  - 일본의 저널리스트 니시야마 다키치. (~2023년)
- 9월 12일 - 멕시코의 배우, 정치인 실비아 피날. (~2024년)
- 9월 13일 - 대한민국의 군인, 정치인 장태완. (~2010년)
- 9월 14일 - 체코의 작가 이반 클리마.
- 9월 15일 - 신천지예수교의 증거장막성전 총회장 이만희.
- 9월 17일
  - 일본의 작가 소노 아야코. (~2025년)
  - 미국의 배우 앤 밴크로프트. (~2005년)
- 9월 20일 - 대한민국의 방송인 강영숙. (~2024년)
- 9월 30일 - 미국의 배우 앤지 디킨슨.

### 10월
- 10월 7일 - 일본의 축구 선수 히라키 류조. (~2009년)
- 10월 8일 - 대한민국의 교수 김용섭. (~2020년)
- 10월 9일 - 대한민국의 정치인 이동진. (~1997년)
- 10월 10일 - 대한민국의 물리학자 문국진. (~2022년)
- 10월 11일 - 스페인의 축구 선수 리카르도 알로스. (~2024년)
- 10월 13일 - 프랑스의 전 축구 선수 레몽 코파. (~2017년)
- 10월 16일 - 대한민국의 정치인 이용희. (~2022년)
- 10월 21일 - 대한민국의 소설가 하근찬. (~2007년)
- 10월 20일
  - 대한민국의 소설가 박완서. (~2011년)
  - 대한민국의 군인, 정치인 이기백. (~2019년)
- 10월 22일 - 미국의 논픽션 범죄물 작가 앤 룰. (~2015년)
- 10월 23일 - 일본의 사업가, 연예 기획자 자니 키타가와. (~2019년)
- 10월 24일 - 러시아의 종교음악가 소피아 구바이둘리나. (~2025년)
- 10월 25일 - 프랑스의 배우 아니 지라르도. (~2011년)

### 11월
- 11월 3일
  - 조선민주주의인민공화국의 정치인 연형묵. (~2005년)
  - 이탈리아의 배우 모니카 비티. (~2022년)
- 11월 4일 - 대한민국의 정치인 우병택. (~2015년)
- 11월 5일 - 미국의 음악가 아이크 터너. (~2007년)
- 11월 6일 - 미국의 영화 감독 마이크 니컬스. (~2014년)
- 11월 8일 - 이탈리아의 영화배우, 영화감독 타비아니 형제. (~2024년)
- 11월 15일
  - 대한민국의 미술가 박서보. (~2023년)
  - 대한민국의 승려 범호. (~?)
- 11월 17일- 미국의 배우 앤 밴크로프트. (~2005년)
- 11월 22일 - 대한민국의 정치학자 서대숙. (~2022년)
- 11월 27일 - 대한민국의 군인, 정치인 정진길. (~2020년)
- 11월 28일 - 프랑스의 작가, 일러스트레이터 토미 웅거러. (~2019년)
- 11월 30일 - 미국의 영화배우 잭 깅. (~2022년)

### 12월
- 12월 1일
  - 대한민국의 출판인 송성문. (~2011년)
  - 트리니다드 토바고의 정치인 조지 맥스웰 리처즈. (~2018년)
- 12월 4일 - 영국의 기업인 켄 베이츠.
- 12월 5일 - 벨기에 출신의 대한민국의 로마 가톨릭 신부 지정환. (~2019년)
- 12월 6일 - 대한민국의 의사 박부남. (~2018년)
- 12월 7일 - 대한민국의 가톨릭 추기경 정진석. (~2021년)
- 12월 11일
  - 푸에르토리코의 배우 리타 모레노.
  - 미국의 철학자 로널드 드워킨. (~2013년)
- 12월 16일
  - 대한민국의 법조인, 정치인 유수호. (~2015년)
  - 필리핀의 배우 글로리아 로메로. (~2025년)
- 12월 17일 - 대한민국의 군인 오경환. (~2021년)
- 12월 19일 - 대한민국의 경제학자, 대학교수, 윤석열 대통령의 부친 윤기중. (~2023년)
- 12월 22일 - 독일의 허들 선수 기셀라 비르케마이어.
- 12월 23일 - 이탈리아의 피아니스트 마리아 티포. (~2025년)
- 12월 27일 - 영국의 축구 선수, 축구 감독 존 찰스. (~2004년)
- 12월 29일 - 대한제국의 황실 수장 이구. (~2005년)
- 12월 30일 - 미국의 가수 스키터 데이비스. (~2004년)

### 미상
- 대한민국의 교육자 김성민. (~2023년)
- 대한민국의 공무원 이희수.

## 사망

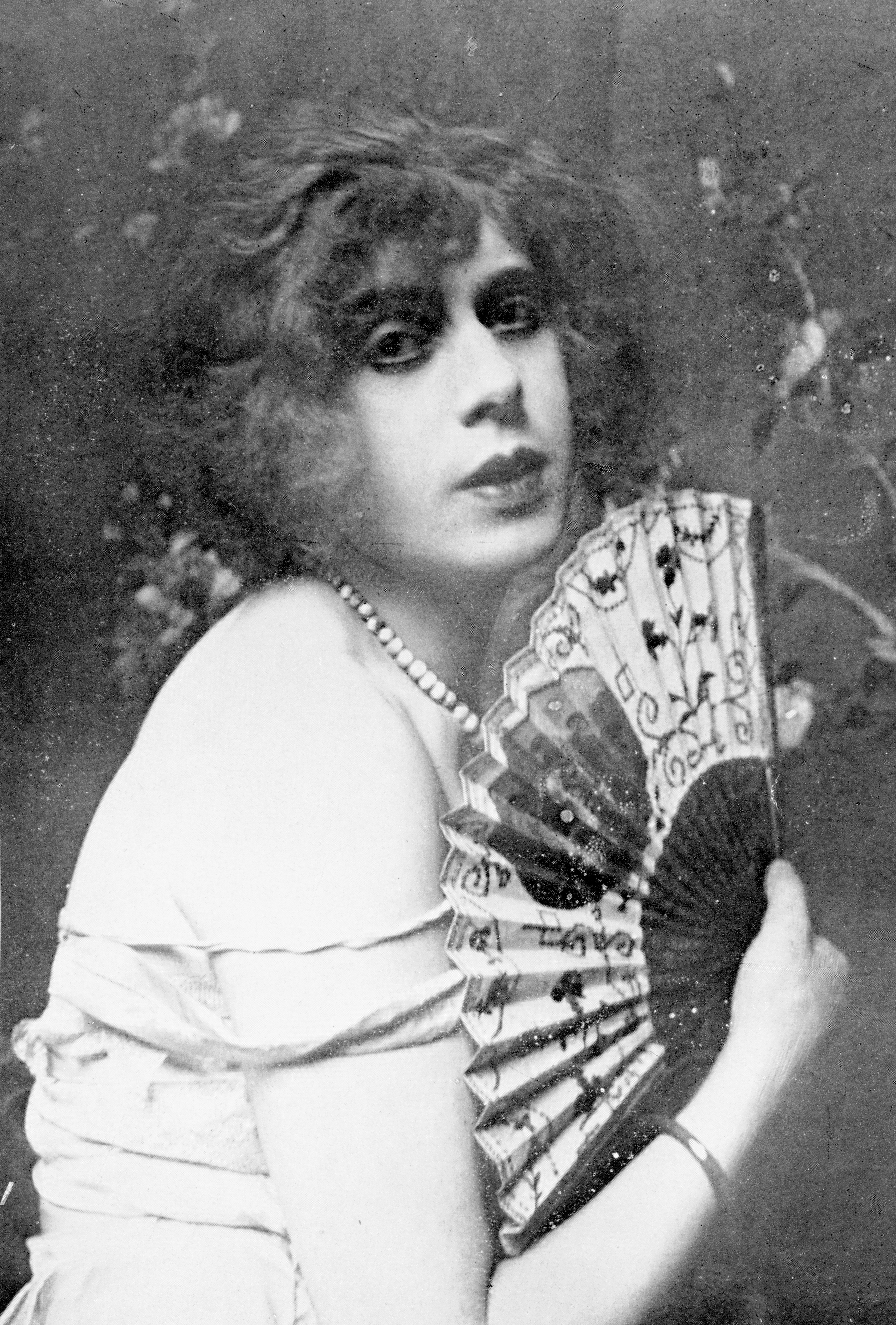
릴리 엘베

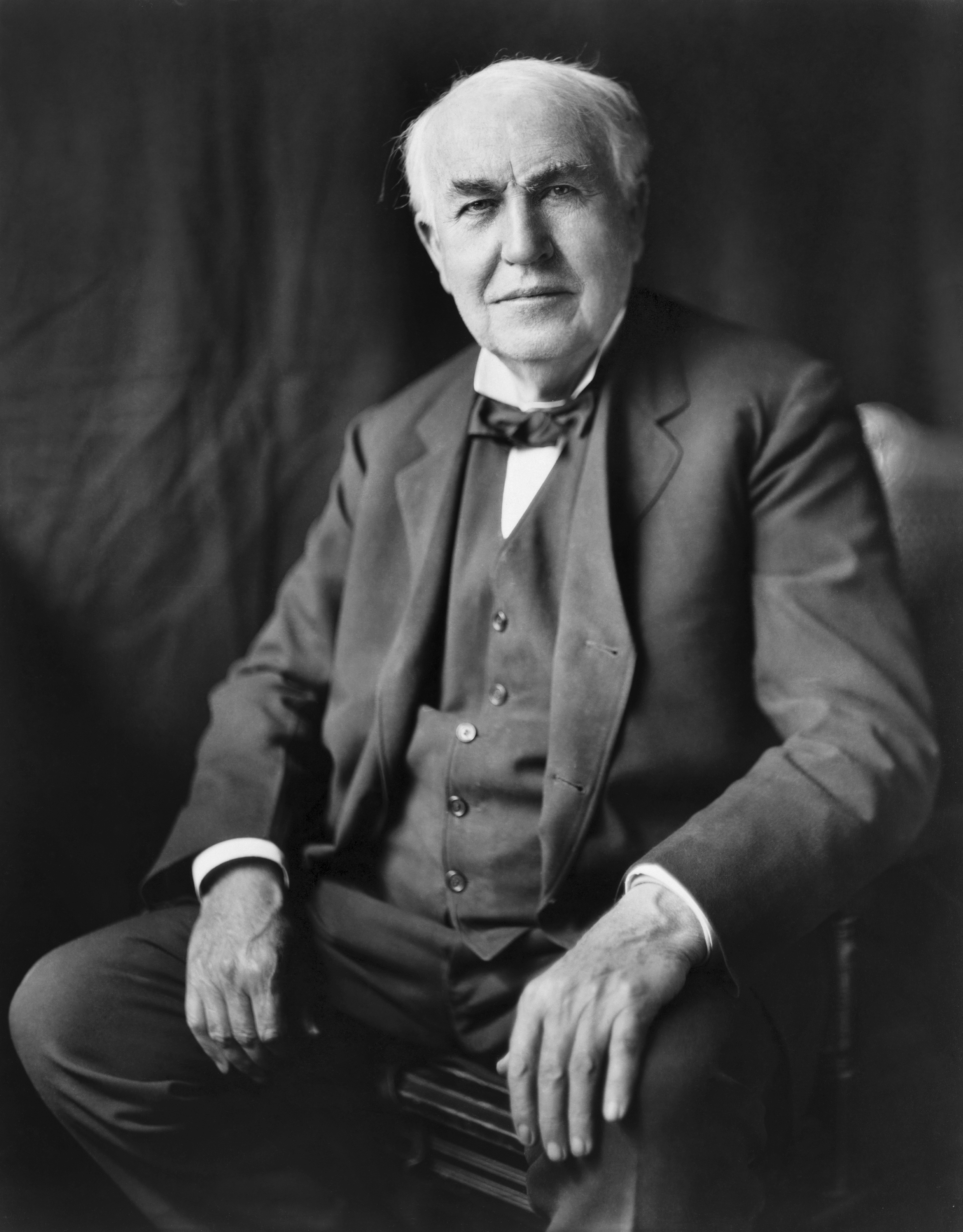
토마스 에디슨

- 7월 23일 - 대한민국의 독립운동가, 아동문학가 방정환. (1899년~)
- 9월 13일 - 덴마크의 화가 릴리 엘베. (1882년~)
- 10월 18일 - 미국의 발명가 토머스 에디슨. (1847년~)

## 노벨상
- 문학상:
- 물리학상: 수상자 없음
- 생리학 및 의학상: 오토 바르부르크 (Otto Warburg)
- 평화상:
- 화학상:

## 달력
| 1월 |    |    |    |    |    |    |
| 일  | 월 | 화 | 수 | 목 | 금 | 토 |
|     |    |    |    | 1  | 2  | 3  |
| 4   | 5  | 6  | 7  | 8  | 9  | 10 |
| 11  | 12 | 13 | 14 | 15 | 16 | 17 |
| 18  | 19 | 20 | 21 | 22 | 23 | 24 |
| 25  | 26 | 27 | 28 | 29 | 30 | 31 |

| 2월 |    |    |    |    |    |    |
| 일  | 월 | 화 | 수 | 목 | 금 | 토 |
| 1   | 2  | 3  | 4  | 5  | 6  | 7  |
| 8   | 9  | 10 | 11 | 12 | 13 | 14 |
| 15  | 16 | 17 | 18 | 19 | 20 | 21 |
| 22  | 23 | 24 | 25 | 26 | 27 | 28 |

| 3월 |    |    |    |    |    |    |
| 일  | 월 | 화 | 수 | 목 | 금 | 토 |
| 1   | 2  | 3  | 4  | 5  | 6  | 7  |
| 8   | 9  | 10 | 11 | 12 | 13 | 14 |
| 15  | 16 | 17 | 18 | 19 | 20 | 21 |
| 22  | 23 | 24 | 25 | 26 | 27 | 28 |
| 29  | 30 | 31 |    |    |    |    |

| 4월 |    |    |    |    |    |    |
| 일  | 월 | 화 | 수 | 목 | 금 | 토 |
|     |    |    | 1  | 2  | 3  | 4  |
| 5   | 6  | 7  | 8  | 9  | 10 | 11 |
| 12  | 13 | 14 | 15 | 16 | 17 | 18 |
| 19  | 20 | 21 | 22 | 23 | 24 | 25 |
| 26  | 27 | 28 | 29 | 30 |    |    |

| 5월 |    |    |    |    |    |    |
| 일  | 월 | 화 | 수 | 목 | 금 | 토 |
|     |    |    |    |    | 1  | 2  |
| 3   | 4  | 5  | 6  | 7  | 8  | 9  |
| 10  | 11 | 12 | 13 | 14 | 15 | 16 |
| 17  | 18 | 19 | 20 | 21 | 22 | 23 |
| 24  | 25 | 26 | 27 | 28 | 29 | 30 |
| 31  |    |    |    |    |    |    |

| 6월 |    |    |    |    |    |    |
| 일  | 월 | 화 | 수 | 목 | 금 | 토 |
|     | 1  | 2  | 3  | 4  | 5  | 6  |
| 7   | 8  | 9  | 10 | 11 | 12 | 13 |
| 14  | 15 | 16 | 17 | 18 | 19 | 20 |
| 21  | 22 | 23 | 24 | 25 | 26 | 27 |
| 28  | 29 | 30 |    |    |    |    |

| 7월 |    |    |    |    |    |    |
| 일  | 월 | 화 | 수 | 목 | 금 | 토 |
|     |    |    | 1  | 2  | 3  | 4  |
| 5   | 6  | 7  | 8  | 9  | 10 | 11 |
| 12  | 13 | 14 | 15 | 16 | 17 | 18 |
| 19  | 20 | 21 | 22 | 23 | 24 | 25 |
| 26  | 27 | 28 | 29 | 30 | 31 |    |

| 8월 |    |    |    |    |    |    |
| 일  | 월 | 화 | 수 | 목 | 금 | 토 |
|     |    |    |    |    |    | 1  |
| 2   | 3  | 4  | 5  | 6  | 7  | 8  |
| 9   | 10 | 11 | 12 | 13 | 14 | 15 |
| 16  | 17 | 18 | 19 | 20 | 21 | 22 |
| 23  | 24 | 25 | 26 | 27 | 28 | 29 |
| 30  | 31 |    |    |    |    |    |

| 9월 |    |    |    |    |    |    |
| 일  | 월 | 화 | 수 | 목 | 금 | 토 |
|     |    | 1  | 2  | 3  | 4  | 5  |
| 6   | 7  | 8  | 9  | 10 | 11 | 12 |
| 13  | 14 | 15 | 16 | 17 | 18 | 19 |
| 20  | 21 | 22 | 23 | 24 | 25 | 26 |
| 27  | 28 | 29 | 30 |    |    |    |

| 10월 |    |    |    |    |    |    |
| 일   | 월 | 화 | 수 | 목 | 금 | 토 |
|      |    |    |    | 1  | 2  | 3  |
| 4    | 5  | 6  | 7  | 8  | 9  | 10 |
| 11   | 12 | 13 | 14 | 15 | 16 | 17 |
| 18   | 19 | 20 | 21 | 22 | 23 | 24 |
| 25   | 26 | 27 | 28 | 29 | 30 | 31 |

| 11월 |    |    |    |    |    |    |
| 일   | 월 | 화 | 수 | 목 | 금 | 토 |
| 1    | 2  | 3  | 4  | 5  | 6  | 7  |
| 8    | 9  | 10 | 11 | 12 | 13 | 14 |
| 15   | 16 | 17 | 18 | 19 | 20 | 21 |
| 22   | 23 | 24 | 25 | 26 | 27 | 28 |
| 29   | 30 |    |    |    |    |    |

| 12월 |    |    |    |    |    |    |
| 일   | 월 | 화 | 수 | 목 | 금 | 토 |
|      |    | 1  | 2  | 3  | 4  | 5  |
| 6    | 7  | 8  | 9  | 10 | 11 | 12 |
| 13   | 14 | 15 | 16 | 17 | 18 | 19 |
| 20   | 21 | 22 | 23 | 24 | 25 | 26 |
| 27   | 28 | 29 | 30 | 31 |    |    |

### 음양력 대조 일람
| 음력월 | 월건 | 대소 | 음력 1일의 양력 월일 | 음력 1일 간지 |
| ------ | ---- | ---- | -------------------- | ------------- |
| 1월    | 경인 | 대   | 2월 17일             | 계묘          |
| 2월    | 신묘 | 대   | 3월 19일             | 계유          |
| 3월    | 임진 | 대   | 4월 18일             | 계묘          |
| 4월    | 계사 | 소   | 5월 18일             | 계유          |
| 5월    | 갑오 | 소   | 6월 16일             | 임인          |
| 6월    | 을미 | 대   | 7월 15일             | 신미          |
| 7월    | 병신 | 소   | 8월 14일             | 신축          |
| 8월    | 정유 | 소   | 9월 12일             | 경오          |
| 9월    | 무술 | 대   | 10월 11일            | 기해          |
| 10월   | 기해 | 소   | 11월 10일            | 기사          |
| 11월   | 경자 | 대   | 12월 9일             | 무술          |
| 12월   | 신축 | 소   | 1932년 1월 8일       | 무진          |